# Liste öffentlicher Kneipp-Anlagen im Landkreis Ravensburg
In der Liste öffentlicher Kneipp-Anlagen im Landkreis Ravensburg sind öffentliche Kneipp-Anlagen für Orte, die zum Landkreis Ravensburg in Baden-Württemberg gehören, aufgeführt. Sie ist primär nach Orten sortiert, unabhängig davon, ob es sich um Ortsteile, Gemeinden oder Städte handelt. Kneipp-Anlagen können laut Kneipp-Bund in Form von Wassertretanlagen oder Armbecken vorliegen und unterliegen grundsätzlich nicht der Trinkwasserverordnung. Kneipp-Anlagen werden häufig künstlich angelegt. Daneben gibt es in den natürlichen Verlauf von Fließgewässern eingebettete Wassertretstellen. Kneippen ist eine Behandlungsmethode der Hydrotherapie, die auf der Grundlage von Sebastian Kneipp angewendet wird. Hierbei wird in kaltem Wasser auf der Stelle geschritten. In Armbecken werden die Arme bis zur Mitte der Oberarme ins kalte Wasser getaucht. Die Liste erhebt keinen Anspruch auf Vollständigkeit.

## Kneipp-Anlagen im Landkreis Ravensburg
Derzeit sind im Landkreis Ravensburg 11 öffentliche Kneipp-Anlagen erfasst (Stand: 25. Juni 2022):
| Bild                                         | Ort                 | Beschreibung                                                                     | ↴ Zufluss / ↳ Abfluss              | Standort                                                |
| -------------------------------------------- | ------------------- | -------------------------------------------------------------------------------- | ---------------------------------- | ------------------------------------------------------- |
|                                              | Aichstetten         | Wassertretanlage                                                                 |                                    | ⊙                                                       |
|                                              | Aitrach             | Wassertretanlage                                                                 |                                    | ⊙                                                       |
| Kneipp-Anlage bei Aulendorf                  | Aulendorf           | Kneipp-Anlage bei Aulendorf, kurz vor der Gemarkungsgrenze nach Bad Schussenried | ↴ Quelle ↳ Lange Reute Graben      | ⊙ Lehmgrubenweg / Auf der Scheibe                       |
| \|                                           | Aulendorf           | Kneipp-Anlage im Stadtpark Aulendorf                                             | ↴ Trinkwassernetz / ↳ Abwassernetz | ⊙ Stadtpark                                             |
| Kneipp-Anlage Aulendorf Steeger See          | Aulendorf-Steegen   | Kneipp-Anlage beim Steeger See                                                   | ↴ Riedbach / ↳ Steeger See         | ⊙ Strandbad Steeger See                                 |
| Kneipp-Anlage Bad Waldsee (Kurpark)          | Bad Waldsee         | Kneipp-Anlage im Kurpark, mit Armbecken                                          | ↴ Quelle ↳ Urbach                  | ⊙ Vom Parkplatz „Waldsee-Therme“ ca. 300 m Fuß-/Radweg. |
| (weitere Bilder)                             | Isny im Allgäu      | Kneipp-Anlage gegenüber dem Kurhaus                                              | ↳ Grabenweiher                     | ⊙                                                       |
| Kneipp-Anlage Isny im Allgäu (NSG Schächele) | Isny im Allgäu      | Kneipp-Anlage im Naturschutzgebiet Schächele, mit Armbecken                      | ↴↳ ein Riedgaben                   | ⊙ im NSG Schächele zwischen Appretur- & Sägenweiher     |
| (weitere Bilder)                             | Leutkirch im Allgäu | Leutkirch Kneippbecken mit Barfußpfad auf der Wilhelmshöhe                       |                                    | ⊙                                                       |
| Kneipp-Anlage Neutrauchburg                  | Neutrauchburg       | Kneipp-Anlage im Kurpark mit Armbecken und Barfußpfad                            | ↴↳ ein Riedgaben                   | ⊙ Station 4 – Füße und Sinne                            |
|                                              | Wangen im Allgäu    | Wassertretanlage                                                                 |                                    | ⊙                                                       |